# Bray Daly
Bray Daly (ang: Bray Daly railway station, irl: Stáisiún Bré Uí Dhálaigh) – stacja kolejowa w miejscowości Bray, w hrabstwie Wicklow, w Irlandii. Znajduje się na Dublin to Rosslare Line. Znajduje się w sąsiedztwie wybrzeża morza i 600 m od Main Street przez Florence Road lub Quinsborough Road.
Stacja jest zarządzana i obsługiwana przez Iarnród Éireann.

## Połączenia

### DART
Od momentu powstania Dublin Area Rapid Transit (DART) jest jego częścią aż do przedłużenia do Greystones w 2000 roku, Bray Daly było stacją końcaową, z dużą liczbą bocznic, na południe od dworca dla pociągów postojowych. Chociaż niektóre pociągi biegną dalej na południe do Greystones, większość wciąż kończy swój bieg w Bray. W kierunku północnym usługi DART są prowadzone do Howth i Malahide, i zwykle zaczynają się od Bray, niektóre z Greystones. Od Bray kierunku południowym linia ma tylko jeden tor.

### Inne połączenia
Bray znajduje się na trasach Dublin-Rosslare i Dundalk-Dublin-Arklow, a wszystkie pociągi na tych trasach się tu zatrzymują. Często działają one bez przerwy między Bray i Connolly Station, a pociągi towarowe i kursują przez Bray bez zatrzymywania. 

## Linie kolejowe
- Dublin to Rosslare Line